# ユナイテッド・フロント・ゲームズ
ユナイテッド・フロント・ゲームズ (英語: United Front Games) とはバンクーバーにあったゲーム開発スタジオである。Xbox 360やPS3のソフトを製作していた。ModNation Racersを開発したスタジオである。
かつてEAブラックボックス、ロックスター・バンクーバー、ラディカル・エンターテインメント、ボリションにいたクリエイターがスタジオに在籍していた。

## 歴史
2007年設立。2008年製作開始のデビュー作であるModNation Racersは2010年5月18日にPS3で見られる無料デモが公開され同月21日に数カ国で発売された。アメリカ合衆国では同月25日に発売。True Crimeシリーズのリブート作品であるスリーピングドッグス 香港秘密警察を製作し、2012年8月に発売された。2016年に解散した。

## ゲーム
| タイトル                          | 発売年 | 対応機種                                   |
| --------------------------------- | ------ | ------------------------------------------ |
| ModNation Racers                  | 2010年 | PlayStation 3                              |
| スリーピングドッグス 香港秘密警察 | 2012年 | Microsoft Windows、Xbox 360、PlayStation 3 |
| トゥームレイダー                  | 2013年 | PlayStation 3、Xbox 360、Windows           |
| ディズニー インフィニティ3.0      | 2015年 | PlayStation 3、PlayStation 4、Wii U        |

ユナイテッド・フロント・ゲームズはソニー・コンピュータエンタテインメントと「ユーザーによる作成コンテント」カートレースゲームで2010年5月に発売されたModNation Racersの開発で提携していた。
2012年に発売されたオープンワールドアクションゲームであるスリーピングドッグス 香港秘密警察の開発ではスクウェア・エニックスと提携した。